# Gemeinschaftsunterkunft
Als Gemeinschaftsunterkünfte gelten Unterkünfte, in denen die Personen dauerhaft oder vorübergehend gemeinschaftlich wohnen. Ein typisches Merkmal ist das Fehlen von eigenen Briefkästen.

## Deutschland
Ein weiteres Merkmal kann auch sein, dass sie keinen eigenen Haushalt führen. Von einer vorübergehenden Anwesenheit spricht das deutsche Statistische Bundesamt bei einem Aufenthalt von weniger als drei Monaten. Das ist häufig bei Gästen in Hotels, Krankenhäusern, Heilanstalten, Pflegeanstalten, Heimen oder Klöstern der Fall.
Ausländer, die einen Asylantrag gestellt haben, können in Deutschland nach § 53 Asylgesetz zunächst in Gemeinschaftsunterkünften untergebracht werden. Zu den Gemeinschaftsunterkünften zählen auch Kasernen und Obdachlosenheime. Je nach Typ der Gemeinschaftsunterkunft sind auch Anforderungen an die Hygiene zu beachten, so ist nach dem Infektionsschutzgesetz gegebenenfalls ein Hygieneplan aufzustellen.
Bewohner von Gemeinschaftsunterkünften müssen keinen Rundfunkbeitrag zahlen. Ein Studentenwohnheim ist im Sinne von § 3 Abs. 2 Nr. 1 RBStV jedoch nicht unbedingt eine Gemeinschaftsunterkunft. Bei Studentenwohnheimen hängt gemäß § 3 Abs. 1 Satz 1 Nr. 2 RBStV die Einstufung der einzelnen Räume als eigene Wohnung davon ab, ob „ein oder mehrere Räume im Wohnheim als Raumeinheit angesehen werden können, die durch einen eigenen Eingang unmittelbar von einem Treppenhaus, einem Vorraum oder von außen, nicht ausschließlich über eine andere Wohnung betreten werden kann.“
Eine Ersatzzustellung von amtlichen Schreiben ist gemäß § 37 StPO; § 178 ZPO an Personen, die in einer Flüchtlingsunterkunft leben, erst dann zulässig, wenn sich der Postbedienstete von der Abwesenheit des Empfängers überzeugt hat, indem er versuchte, diesen in seinem Wohnraum aufzusuchen. Demgegenüber sind der Leiter einer Justizvollzugsanstalt oder der Direktor eines Krankenhauses unmittelbar zum Empfang berechtigt.

## Österreich
Bei statistischen Erhebungen in Österreich werden zur Unterkunftsart Gemeinschaftsunterkunft „... alle Nutzungseinheiten gezählt, die gemeinschaftlich genutzt werden, z. B. Altenheime, Heime für Studierende, Internate, Strafvollzugsanstalten, Pflegeheime, Klöster sowie Hotels und andere Einheiten für kurzfristige Beherbergung, sofern sich dort der übliche Aufenthaltsort (Hauptwohnsitz) einer Person befindet.“